# Konstantínos Tsiklitíras
Konstantínos Tsiklitíras (en grec : Κωνσταντίνος Τσικλητήρας, né le 30 octobre 1888 à Pylos - mort le 10 février 1913) est un ancien athlète grec spécialiste des sauts sans élan (hauteur et longueur), anciennes épreuves olympiques. 

## Carrière
Lors de la Première Guerre balkanique, Konstantínos Tsiklitíras participe aux combats en Épire dans la région de Bizani, près de Ioannina ; il y contracte une maladie qui l'emporte quelques jours plus tard.

## Palmarès

### Jeux olympiques d'été
- Athlétisme aux Jeux olympiques de 1908 à Londres,  Royaume-Uni
  -  Médaille d'argent du saut en hauteur sans élan
  -  Médaille d'argent du saut en longueur sans élan
- Athlétisme aux Jeux olympiques de 1912 à Stockholm,  Suède
  -  Médaille de bronze du saut en hauteur sans élan
  -  Médaille d'or du saut en longueur sans élan